# Mike McCoy (baseball)
Michael Howard McCoy (né le 2 avril 1981 à San Diego, Californie, États-Unis) est un ancien joueur de baseball des Ligues majeures. Ce joueur d'utilité pouvait évoluer au deuxième but, à l'arrêt-court et au champ extérieur.

## Carrière

### Débuts
Drafté en 34e ronde puis signé par les Cardinals de Saint-Louis en 2002, Mike McCoy joue en ligue mineure dans l'organisation des Cards puis des Orioles de Baltimore avant d'être échangé le 19 juin 2008 aux Rockies du Colorado en retour du joueur d'avant-champ Juan Castro.

### Saison 2009
McCoy dispute son premier match dans les majeures dans l'uniforme des Rockies le 9 septembre 2009. Il apparaît dans 12 parties pour Colorado en fin d'année, surtout comme réserviste en défensive, puisqu'il ne compte que six apparitions au bâton durant cette période, et aucun coup sûr.

### Saison 2010
Réclamé au ballottage par les Blue Jays de Toronto le 9 novembre 2009, Mike McCoy s'aligne avec le club canadien pour 46 parties durant la saison 2010. Il connaît une partie de deux coups sûrs à son premier match avec Toronto le 8 avril face aux Rangers du Texas. Le premier est réussi face au lanceur C.J. Wilson, alors que le second, en neuvième manche contre le releveur Frank Francisco, couronne une poussée de trois points qui permet aux Blue Jays de l'emporter 3-1. Pour McCoy, il s'agit d'un premier point produit dans les majeures. Il réussit cinq buts volés en six essais durant ce bref séjour avec Toronto.

### Saison 2011
McCoy est en uniforme pour 80 parties des Jays en 2011 mais ne frappe que pour une faible moyenne de ,198. Le 30 avril contre le lanceur A. J. Burnett des Yankees de New York, il claque le premier coup de circuit de sa carrière en Ligue majeure et l'un des deux qu'il réussit durant cette saison. Il complète l'année avec 10 points produits et 12 buts volés.